# Bythocytheridae
Bythocytheridae – rodzina małżoraczków z rzędu Podocopida i podrzędu Cytherocopina.
Przedstawiciele rodziny mają karapaksy bez wyraźnej rzeźby. Pięć odcisków mięśni zwieraczy ułożonych jest w poziomy rządek. Czułki pierwszej pary mają osiem podomerów. Przydatki piątej pary mają nasadowy podomer zaopatrzony w niewielką, oszczecinioną płytkę skrzelową.
Należy tu 165 opisanych, współczesnych gatunków. Do rodziny zalicza się rodzaje:
- Abyssobythere Ayress et Whatley, 1989
- † Acvocaria Gramm, 1975
- Antarcticythere Neale, 1967
- † Antebythoceratina Schornikov, 1990
- Antella Schornikov et Mikhailova, 1990
- Asperobythere Schornikov et Mikhailova, 1990
- Australobythere Yassini, Jones, King, Ayress et Dewi, 1995
- Baltraella Pokorny, 1968
- Bathynocythere Malz et Jellinek, 1994
- † Berounella Boucek, 1936
- Bisoceratina Hu et Tao, 2008
- Bubuloceratina Hu et Tao, 2008
- Bythoceratina Hornibrook, 1952
- Bythocythere Sars, 1866
- Bythocytheropteron Whatley et Zhao (Yi-Chun), 1988
- Bythonavicula Schornikov et Mikhailova, 1990
- Calcarellites Schornikov et Mikhailova, 1990
- Convexochilus Schornikov, 1982
- Corniferacia Schornikov et Mikhailova, 1990
- Costoalacia Schornikov et Mikhailova, 1990
- Costoantella Schornikov et Mikhailova, 1990
- Costobythere Schornikov et Mikhailova, 1990
- † Crassacythere Gruendel et Kozur, 1972
- † Cretaceratina Neale, 1975
- † Cuneoceratina Gruendel et Kozur, 1972
- Dentibythere Schornikov, 1982
- Dentoceratina Schornikov, 1990
- Dopseucythere Malz et Jellinek, 1994
- † Eomonoceratina Zhang (Jin-Jian), 1982
- Gibbobythere Schornikov et Mikhailova, 1990
- † Hanaiceratina McKenzie, 1974
- Hodzhella Schornikov et Mikhailova, 1990
- Jonesia Brady, 1866
- † Keijicythere Kozur, 1985
- Kitabythere Schornikov et Mikhailova, 1990
- Kozurocythere Schornikov, 1990
- Kristanella Schornikov, 1990
- Leviantella Schornikov et Mikhailova, 1990
- Macrocythere Sars, 1926
- † Mayburya Coles et Whatley, 1989
- Miracythere Hornibrook, 1952
- † Monoceratina Roth, 1928
- Montocythere Schornikov, 1990
- † Nasoceratina Schornikov, 1990
- Nealocythere Schornikov, 1982
- † Nemoceratina Gruendel et Kozur, 1971
- Nipponojonesia Schornikov, 1990
- Obibythere Schornikov et Mikhailova, 1990
- † Oculoceratina Schornikov, 1990
- Otocytherella Hu et Tao, 2008
- Paraantella Schornikov et Mikhailova, 1990
- † Paraberounella Blumenstengel, 1965
- † Parabythocythere Gou et Huang in Gou, Zheng et Huang, 1983
- † Parabythocythere Kozur, 1983
- † Patellacythere Gruendel et Kozur, 1972
- † Phlyctobythocythere Bonaduce, Masoli et Pugliese, 1978
- † Praebythoceratina Gruendel et Kozur, 1972
- † Profundobythere Coles et Whatley, 1989
- † Protojonesia Deroo, 1966
- Pseudoceratina Bold, 1965
- Pseudocythere Sars, 1866
- Pseudojonesia Schornikov, 1990
- † Pseudomonoceratina Gruendel et Kozur, 1972
- Pteropseudocythere Schornikov, 1982
- † Punctoceratina Schornikov, 1990
- Rectospinacia Schornikov et Mikhailova, 1990
- Retibythere Schornikov, 1981
- Rhombobythere Schornikov, 1982
- Rostrocythere Schornikov, 1981
- † Ruggieriella Colalongo et Pasini, 1980
- Sagittibythere Schornikov et Mikhailova, 1990
- † Saxellacythere Gruendel et Kozur, 1972
- Sclerochilus Sars, 1866
- Siliquicythere Schornikov et Mikhailova, 1990
- Spinoalacia Schornikov et Mikhailova, 1990
- † Stillina Laurencich, 1957
- Striatojonesia Schornikov, 1990
- Strumibythere Schornikov et Mikhailova, 1990
- † Taxodiella Kuznetsova, 1957
- Tenericythere Schornikov et Mikhailova, 1990
- † Triassocythere Gruendel et Kozur, 1972
- † Triceratina Upson, 1933
- † Triebacythere Gruendel et Kozur, 1972
- † Tuberoceratina Gruendel et Kozur, 1972
- † Vallumoceratina Knuepfer, 1967
- Vandenboldina Wilson, 2010
- † Veeniceratina Gruendel et Kozur, 1972
- Velibythere Schornikov, 1982
- Ventrobythere Schornikov et Mikhailova, 1990
- Vitjasiella Schornikov, 1976